# بلکرتن (ماساچوست)
بلکرتن (به انگلیسی: Belchertown) شهرکی در شهرستان همشایر ایالت ماساچوست می‌باشد که در سال ۱۷۶۱ بنیان‌گذاری شده‌است. این شهرک در سرشماری سال ۲۰۱۰ میلادی، ۱۴٬۶۴۹ نفر جمعیت داشته‌است.